# Michelle Puyrigaud
Michelle Puyrigaud (née le 23 août 1926 à Thiviers et morte le 4 avril 2021) est une militante communiste et résistante au sein des Jeunesses communistes. Elle est membre de la direction départementale des Jeunesses communistes, du Comité national de l'Union de la jeunesse républicaine de France et membre de l'Union des femmes françaises et du Parti communiste de Dordogne.

## Biographie
Michelle Marie Puyrigaud est née le 23 août 1926 à Pierrefiche, un hameau de Thiviers. Elle est l'aînée des trois enfants de Louis Puyrigaud (1898-1958), meunier, et d'Eline Delage (1909-1979),, des sympathisants communistes. La famille soutient en 1936 la campagne du député Gustave Saussot.
Michelle Puyrigaud est sensibilisée aux actions de solidarité dès son plus jeune âge.
Pendant l'occupation, depuis 
l'armistice du 22 juin 1940 convention signée entre le Troisième Reich et le dernier Gouvernement Philippe Pétain de la Troisième République dirigé par Philippe Pétain et représenté par le général Charles Huntziger. Michelle distribue des tracts à vélo, avec l’aide d’un jeune voisin, Jeantin, et de quelques autres jeunes militants. Le responsable clandestin départemental des Jeunesses communistes, Jean Suret-Canale, la contacte en mai 1943, puis André Bonnetot, un responsable des Francs tireurs partisans (FTP), pour organiser un maquis. Elle accepte leur proposition de s’occuper du recrutement de jeunes communistes, de leur organisation clandestine et de la prise en charge des réfractaires au service du travail obligatoire (STO) imposé par le Régime de Vichy de Pierre Laval dans la région du nord Périgord. Elle n'a que 17 ans mais se consacre avec détermination à cette tâche clandestine tout en poursuivant ses études et passant son brevet élémentaire.
Elle prépare, réalise et diffuse le matériel de propagande avec l'aide d'autres jeunes militants, aide les jeunes à échapper au STO et participe au ravitaillement des maquis FTP. Elle devient ensuite la responsable locale des Jeunesses communistes clandestines qui comptent jusqu'à 80 militants à la fin de 1943. Elle met ainsi en place un des principaux centres d’organisation des Jeunesses communistes de la région. Michelle fait figure dans la résistance de Dordogne tout comme Solange Sanfourche, qui sera épouse du résistant Édouard Valéry en 1945. Michelle est aussi très sensible à la lutte du peuple espagnol contre Franco. Elle le soutient en menant de multiples actions en sa faveur. Un cheminot et responsable communiste de Thiviers, nous a amené, un jour José Gonzalvo Uson, jeune républicain antifasciste, âgé d’à peine une vingtaine d’années. Il devait se cacher. Nous l’avons hébergé quelque temps avant qu’il ne rejoigne Sarlande, étape transitoire pour accéder à la Haute-Vienne où il devint un grand résistant. 
À la Libération de la France, elle est appelée à la direction départementale des Jeunesses communistes, participe à la première école centrale des Jeunesses communistes en janvier 1945 en région parisienne et au Comité national de l'Union de la jeunesse républicaine de France, qui rassemble, en avril 1945, tous les mouvements de jeunesse sous influence communiste. Si elle est de ceux qui déplorent l'abandon de l’appellation communiste de leur organisation, elle se déclare favorable à une organisation distincte des jeunes filles, l'Union des jeunes filles de France (UJFF).
Après la guerre, la santé de Michelle Puyrigaud est affaiblie par le surmenage et la sous-alimentation, ce qui la contraint à différer son mariage avec Roger Ranoux, un responsable FTP jusqu'en 1946. Ils ont quatre enfants, en 1947, 1952, 1958 et 1960 et vivent à Périgueux.
Michelle Puyrigaud ralentit alors ses activités militantes, elle anime encore une cellule de quartier, et adhère à l’Union des femmes françaises. Mais les revenus de Roger Ranoux comme secrétaire fédéral ne suffisent pas à faire vivre la famille. Il renonce alors à ses responsabilités politiques et prend la direction d’un centre de vacances de la Ville de Saint-Denis à Montrem-Montanceix, près de Périgueux. Ils vivent là pendant l’essentiel de leur vie professionnelle. Michelle Puyrigaud est lingère et aide-économe dans le centre.
Lorsque Roger Ranoux devient député de la Dordogne entre 1956 et 1958, elle l'assiste en assurant, notamment, son secrétariat. La vie en région parisienne, dans un logement trop petit pour accueillir tout la famille est trop difficile. Michelle Puyrigaud retourne vivre à Périgueux avec les enfants et son mari passe la semaine à Paris.
Pour transmettre la mémoire de la résistance, elle participe à la réalisation de l'ouvrage collectif Francs tireurs et Partisans en Dordogne, puis, avec l'aide de sa fille Claudine et de son fils Patrick, elle compile ses souvenirs dans le livre Michelle et Jeantin, deux jeunes de Pierrefiche pendant l’Occupation, publié en 2019.
Michelle Puyrigaud décède le 4 avril 2021. Le jeudi 8 avril un hommage lui est rendu à Montrem. Elle est inhumée auprès de Roger Ranoux au cimetière du Lardin-Saint-Lazare. L'Association Nationale des Anciens Combattants de la Résistance salue son parcours exceptionnel,.

## Publications
- avec Claudine Ranoux, Patrick Ranoux, Michelle et Jeantin, deux jeunes de Pierrefiche pendant l’Occupation, autoéditions Ranoux, 2019

- avec Martial Faucon, Jean Suret-Canale, Roger Ranoux, Francs tireurs et Partisans français en Dordogne, Maugein, 1990, rééd. en 2007, 624 p.  (ISBN 9782352490050)